# يافيس ميتشيل مارتي
يافيس ميتشيل مارتي (بالفرنسية: Yves-Michel Marti)‏ رائد في مجال الذكاء التنافسي. وهو مؤسس شركة إجيديرا (Egideria) ومؤسس الفرع الفرنسي لجمعية أخصائيي الذكاء التنافسي.

## التعليم
حاصل على شهادة جامعية في الهندسة في الاتصالات ودرجتي ماجستير (الإلكترونيات المصغرة وفيزياء الحالة الصلبة) من جامعة غرونوبل بفرنسا. وحصل على درجة الماجستير في إدارة الأعمال من المعهد الأوروبي لإدارة الأعمال بفرنسا. ويتحدث السيد مارتي 6 لغات وهي: الفرنسية والإنجليزية والإسبانية والبرتغالية والألمانية والعربية الفصحى.

## الحياة العملية
لقد كان مارتي مهندس تصميم في مكونات الرادارات العسكرية وبرامج التصميم بمساعدة الحاسوب في داسو للإلكترونيات (بفرنسا) ثم لدى باسيفيك مونوليسيك (سانيفال، كاليفورنيا، الولايات المتحدة) ثم عمل كعالم زائر لدى هوليت باكارد (سانتا، أنا، كاليفورنيا، الولايات المتحدة). ثم قام بمسؤوليات المبيعات والتسويق والإدارة العامة مع لوكاس للصناعات (برمنغهام، المملكة المتحدة).
حصل مارتي على جائزة من المؤسسة الوطنية للعلوم تقديرًا لأعماله في تصميم الدوائر عالية التردد، كما قام بتقديم دورة تدريبية في مستوى ماجستير العلوم في جامعة كاليفورنيا، بركلي في الولايات المتحدة. كما قام بالتدريس في HEC بفرنسا وفي Fundação Dom Cabral في البرازيل.

## مجال الذكاء
اشترك مارتي عام 1992 في إنشاء الفرع الفرنسي لجمعية اختصاصيي الذكاء التنافسي، وعمل أمينًا عامًا به لمدة 6 سنوات.
في عام 1994، قام بتأسيس شركة إجيديرا (Egideria) وهي شركة متخصصة في تحقيقات الذكاء التنافسي، وذكرت بين أفضل عشر شركات فرنسية في هذا المجال في النشرة الإخبارية Intelligence Online عام 2003 ثم في عام 2006، وفي الجريدة اليومية لو فيغارو عام 2007.

## البحوث
تعتمد الاستقصاءات التي تقوم بها شركة إجيديرا على أدلة مبتكرة (الكتاب الأخلاقي) (the Ethical Bible)، المعترف به أكاديميًا. ولقد قام السيد مارتي بتطوير أدوات مبتكرة لتحليل المعلومات الإستراتيجية، لا سيما في سياق عمليات الاندماج والاستحواذ، والتي تم استخدامها أثناء عملية استيلاء شركة توتال (Total) على شركة المواد البترولية متعددة الجنسيات إلف (Elf)
في عام 1996، اشترك يافيس ميتشيل مارتي في تأليف كتاب L'Intelligence économique et concurrentielle : les yeux et les oreilles de l'entreprise الذي حاز على جائزة أفضل كتاب أعمال أوروبي التي تقدمها فاينانشال تايمز وبوز ألين هاميلتون. وترى بيزنس دايجست أن هذا الكتاب من الأعمال الكلاسيكية في مجال الإدارة.
في عام 1997 في مؤتمر مؤسسة اختصاصيي الذكاء الإستراتيجي والذكاء التنافسي (SCIP) في مدينة سان دييجو، قدم السيد مارتي الرسالة المبهرة والمثيرة للجدل ماذا يمكن أن نتعلم من نظام الذكاء في الكنيسة الكاثوليكية الرومانية؟.

## الكتب المنشورة
- برونو مارتينت، ويافيس ميتشيل مارتي، ‘’L'intelligence économique : les yeux et les oreilles de l’entreprise’’, Éditions d'Organisation, 1996 طبعة جديدة 2001,ISBN 978-2-7081-2511-7.
- جين مارس ليبيول ويافيس ميتشيل مارتي، ‘’Benchmarking et intelligence économique’’, Eurostaf, 1999, ISBN 2-907938-38-X.
- كتاب جماعي تحت إشراف بنيامين جيلاد وجان بي هيرنج، فنون وعلوم تحليل ذكاء الأعمال’’, JAI Press, 1996, ISBN 978-0-7623-0181-2.
- كتاب جماعي تحت إشراف روبرت سواريز ‘’تصميم دائرة ترانزيستور تأثير مجال أشباه الموصلات المعدنية من الألومنيوم غاليوم’’, Artech House, 1988, ISBN 0-89006-267-6.